# Георгиевская, Валентина Серафимовна
Валенти́на Серафи́мовна Георгие́вская (7 марта 1927 — 22 января 2023) — советский и российский звукооператор. Заслуженный работник культуры РСФСР (1987).

## Биография
Родилась в селе Орехово тогда Ленинградской области (ныне — Мошенской район Новгородской области).
В 1945 году поступила в Ленинградский институт киноинженеров (ЛИКИ), после окончания которого в 1950 году была распределена на работу в Москву.
В 1950—1997 годах — звукооператор, инженер звукозаписи Центральной студии документальных фильмов, с 1966 года — звукооператор высшей категории.
Член Союза кинематографистов СССР. Член КПСС.
Работала над документальными фильмами, кинохроникой и кинопериодикой («Советская Армия»). 
Её мастерство неоднократно отмечалось режиссёрами, в частности, именно её стараниями был максимально сохранён звуковой ряд при восстановлении фильма Дзиги Вертова «Три песни о Ленине». Вместе со звукооператором Игорем Гунгером «записала» звук ко всем двадцати сериям советско-американского документального сериала «Великая Отечественная»
С 1999 года жила в Санкт-Петербурге. Скончалась 22 января 2023 года.

## Фильмография
- 1958 — Грядущему навстречу
- 1959 — Город чудес
- 1960 — За технический прогресс
- 1960 — Шурик и Шарик
- 1961 — Первый рейс к звёздам
- 1961 — Сказка о Коньке-Горбунке (фильм-балет)
- 1963 — Волшебный луч (совместно с А. Овсяниковым)
- 1964 — Гости из Браззавиля
- 1965 — Мы встретились на Байкале
- 1966 — Мастера высшего пилотажа
- 1966 — Леонид Енгибаров, знакомьтесь!
- 1966 — Три Андрея
- 1967 — Письмо нашло адресата
- 1969 — Дорога в небо
- 1971 — Дубна, Объединённый институт ядерных исследований (совместно с Ю. Оганджановым)
- 1971 — Магистрали под землёй
- 1971 — Так начинается цирк
- 1975 — Константин Симонов / Шёл солдат… (совместно с В. Котовым)
- 1978 — Великая Отечественная (СССР — США)
- 1979 — Слово о недобром юбилее (совместно с Ю. Игнатовым)
- 1979 — Советские стратегические
- 1980 — Солдаты народа, солдаты мира
- 1980 — Товарищ мужчина
- 1981 — Алжирские парламентарии в СССР
- 1983 — Время Спартакиады
- 1983 — Кинорежиссёр Юлий Райзман
- 1987 — Советская Армия. Побратимы
- 1990 — Встреча на Эльбе
- 1992 — Женщина из стали и слёз

## Награды и звания
- нагрудный значок «Отличник кинематографии СССР» (Госкино) (1969)[1];
- медаль «За трудовое отличие» (1976)[1];
- орден «Знак Почёта» (1980)[1];
- почетная грамота Госкино СССР (1981)[1];
- медаль «Ветеран труда» (1985)[1];
- заслуженный работник культуры РСФСР (1987)[1].